# Conocephalus upoluensis
Conocephalus upoluensis är en insektsart som först beskrevs av Heinrich Hugo Karny 1907.  Conocephalus upoluensis ingår i släktet Conocephalus och familjen vårtbitare. Inga underarter finns listade i Catalogue of Life.